# NGC 7205
NGC 7205 (другие обозначения — PGC 68128, ESO 146-9, AM 2205-574) — спиральная галактика (Sbc) в созвездии Индеец.
Этот объект входит в число перечисленных в оригинальной редакции «Нового общего каталога».